# Celestina Ekel
 (juillet 2025).
 (juillet 2025).
Le contenu est difficilement compréhensible vu les erreurs de traduction, qui sont peut-être dues à l'utilisation d'un logiciel de traduction automatique.
Celestina Terezija Ivana Ekel, sœur Alakok (15 novembre 1867 à Novo Mesto – 20 avril 1935 à Graz), était une professeure de musique, musicienne, organiste et compositrice slovène.

## Enfance et jeunesse
Celestina est née le 15 novembre 1867 à Novo Mesto, dans une famille riche et importante. Son père était Jožef Ekel, gouverneur de district et conseiller gouvernemental à Novo Mesto, et sa mère était Celestina Stransky, une noble. Célestine avait dix frères et sœurs. Elle a été baptisée par le chanoine de Novo Mesto, puis prévôt, Simon Vilfan.
Célestina a été éduquée pour devenir gouvernante. Elle a fréquenté l'école à Novo Mesto. Cependant, comme il n'existait à l'époque dans la ville qu'une seule école à un seul niveau, elle a principalement reçu un enseignement privé. Elle a commencé à apprendre la musique à la maison, où la famille avait un piano. Un professeur de musique privé est venu chez eux pour lui apprendre le piano. En 1889, Celestina déménage avec ses parents à Ljubljana. En 1892, son père décède, ce qui la touche profondément.

## Travail
Après la mort de son père, Célestine décide de se consacrer à la vie monastique. Elle entre dans la congrégation des Sœurs de la Sainte Croix à Bruck an der Mur. Là, elle poursuit ses études musicales. Elle fut ensuite envoyée à Trieste et à Aussee en Basse-Autriche, où elle développa davantage ses compétences musicales et commença à enseigner elle-même la musique.
Finalement, elle s'installe à Graz, où elle vit dans le couvent des Sœurs de la Sainte-Croix jusqu'à sa mort. Elle y travaillait comme professeur de musique pour les écolières du couvent, ainsi que pour d'autres filles locales auxquelles elle donnait des cours particuliers. Elle a également été organiste dans l'église du couvent et à l'Institut Saint- Charles-Borromée. Elle jouait également occasionnellement de l'orgue dans d'autres églises.
De Graz, elle se rend à Vienne, où elle passe un examen de musique au conservatoire. Elle est ensuite retournée à Graz et a continué son travail en tant que professeur de musique et organiste. De plus, comme elle parlait slovène, elle enseignait également la langue slovène aux novices. Elle est restée active dans la musique jusqu'à sa mort,.
Elle meurt d'une crise cardiaque dans la nuit du Vendredi Saint au Samedi Saint, le 20 avril 1935. La veille, le Vendredi Saint, elle avait encore chanté pendant le chemin de croix. Le lendemain matin, le samedi saint, elle fut retrouvée morte dans son lit.

## Celestina en tant que compositrice
En tant que compositrice, Celestina a publié en 1925 ses 12 premiers chants d'église par l'intermédiaire de la maison d'édition Styria de Graz : 10 hymnes de bénédiction et 2 en l'honneur du Sacré-Cœur de Jésus, dans le livret Lasset uns anbeten! (Adorons!). Cet ouvrage a également été publié en slovène en 1927 sous le titre Pridite molimo! (Venez, prions!) par la Librairie yougoslave de Ljubljana. La principale différence entre les deux éditions était que la version allemande était arrangée pour un chœur de femmes, tandis que la version slovène était arrangée pour un chœur mixte.
Un deuxième recueil de ses compositions en slovène parut en 1931, également publié par la Librairie yougoslave, sous le titre Šopek 10 cerkvenih pesmi za mešani zbor (Un bouquet de 10 chants d'église pour chœur mixte). Ce sont les deux seuls volumes publiés avec des paroles en slovène.
Elle a publié plusieurs autres compositions en allemand. Par exemple, cinq de ses pièces pour chœur de femmes avec accompagnement d'orgue ou d'harmonium ont été publiées par Feuchtinger & Gleichauf à Ratisbonne. Parmi ses œuvres manuscrites figure une pièce intitulée "Grablied für eine Braut Christi" (Chant funèbre pour une épouse du Christ), arrangée pour chœur de femmes à trois voix avec accompagnement.